# Prix Alexandre-Nevski

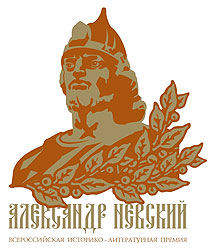
Emblème du prix

Le prix Alexandre Nevski est un prix annuel décerné en Russie dans le domaine historique, fondé en 2004. Il est décerné dans deux catégories: littérature et documents historiques ou muséaux. Il doit son nom à saint Alexandre Nevski et il est décerné le jour de sa fête, le 12 septembre.

## Fondation
Le prix a été fondé par la société hôtelière de Saint-Pétersbourg Talion (et son directeur général Alexandre Ebralidzé) et par l'Union des écrivains russes sous la présidence de Valeri Ganitchev, afin de soutenir et de développer l'intérêt de l'histoire russe en Russie et à l'étranger.

## Dotation
Le premier prix reçoit une dotation de 300 000 roubles, le deuxième de 200 000 roubles et le troisième de 100 000 roubles. Les finalistes reçoivent chacun 50 000 roubles. Des prix spéciaux reçoivent aussi des dotations. La dotation totale est de 1 800 000 roubles. La clôture du concours est fixée en juin.
Le jury est composé de personnalités telles que MM. Nikolaï Skatov, membre-correspondant de l'académie des sciences de Russie; Vladimir Tolstoï, directeur du musée Tolstoï de Iasnaïa Poliana; Alexandre Sokolov, directeur des archives d'État russes; Constantin Tchetchenev, président de l'alliance des éditeurs de livres russes et Gueorgui Velinbakhov, vice-directeur du musée de l'Ermitage.

## Lauréats
Parmi les lauréats, on peut citer Anastasia Chirinskaïa qui a sauvé la mémoire de la flotte impériale russe de Bizerte en Tunisie; Boris Tarassov, recteur de l'institut de littérature Maxime Gorki; Aza Takho Godi, philologue et dernière compagne d'Alexeï Lossev; le peintre Ilya Glazounov, membre de l'académie russe des arts; Andreï Sakharov, directeur de l'institut d'histoire russe de l'académie des sciences de Russie, etc.
Les projets muséaux primés incluent ceux des musées de Kiji, de Pavlovsk, de Khmelita, du champ de bataille de Borodino, ainsi que des projets et petits musées, comme la maison-musée de saint Jean de Cronstadt; le musée de l'université technologique de Vladivostok; ou le musée Troubatchev de Volgograd.

### Lauréats de 2011

#### Littérature

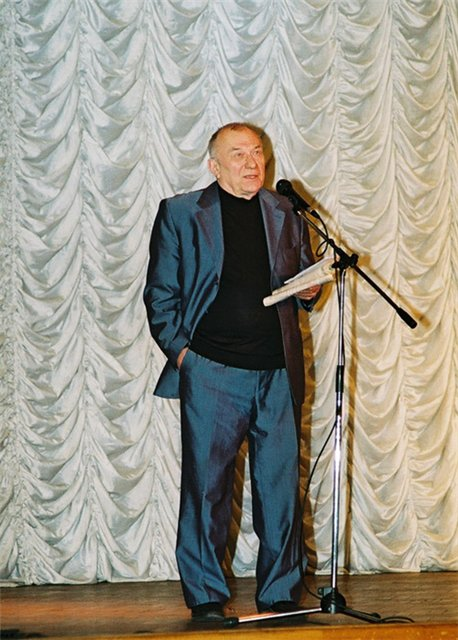
Photographie de Stanislas Kouniaïev, auteur d'une biographie primée d'Essénine

- Premier prix: Vladimir Zakharov, Victor Moltchanov et Boris Tikhomirov pour leur livre L'Évangile de Dostoïevski, paru chez Rousski Mir en 2010
- Deuxième prix: Higoumène Jean-Damascène (Orlovski) pour son livre L'Évêque Hermogène (Dolganev) paru chez Koulkovo Pole en 2011
- Troisième prix: Lev Danilkine pour sa biographie Youri Gagarine paru chez Molodaïa Gvardia en 2011
- Prix spécial de spiritualité: Les prières des poètes russes de Victor Kalouguine
- Prix spécial d'ouvrage militaire: Les Héros des victoires oubliées de Vladimir Chiguine
- Prix spécial création: Essénine de Stanislav et Sergueï Kouniaïev
- Prix spécial compatriotes: La Maison des Tolstoï: personnes et destins de Marina Kolotino
- Prix spécial concitoyens: La Russie et l'Europe. Liens dynastiques de la seconde moitié du XIXe siècle au début du XXe siècle de Galina Korneva
- Prix spécial héritage: Chaliapine dans le Caucase de Boris Rosenfeld

#### Projets muséaux

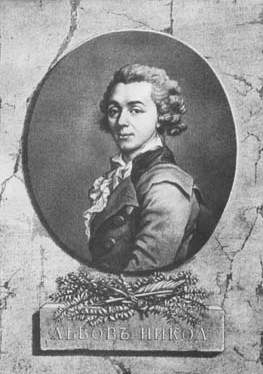
Gravure de Nikolaï Lvov par Alexandre Tardieu

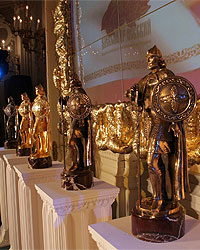
Trophées du prix

- Premier prix: La galerie des tableaux de guerre du musée de la bataille de Borodino (musée de Borodino)
- Deuxième prix: « Le retour d'Oleg Troubatchev dans sa terre natale » (musée Troubatchev de Volgograd)
- Troisième prix: création du musée Tchoros-Gourkine dans sa propriété du village d'Anos en république d'Altaï (musée Anokhine de la république d'Altaï)
- Prix spécial spiritualité: projet consacré au prêtre N.N. Blinov intitulé l'ange-gardien (musée de Sarapoul)
- Prix spécial histoire militaire: projet consacré à la guerre russo-japonaise (musée de l'université de technologie de Vladivostok)
- Prix spécial création: projet intitulé « Soirée chez les Boratynski » (musée Boratynski de Kazan)
- Prix spécial compatriotes: projet intitulé « Le Génie du goût » consacré à l'architecte Nikolaï Lvov (musée historico-ethnographique  de Torjok)
- Prix spécial concitoyens: projet sur les cosaques (musée Cholokhov à Darynskoïe dans le Kazakhstan)
- Prix spécial héritage: projet consacré au tricentenaire de la mort de Lomonossov (musée Lomonossov de Moscou)